# Hjalmar Mellin
Robert Hjalmar Mellin (19 juin 1854 - 5 avril 1933) est un mathématicien finlandais et théoricien des fonctions.

## Biographie
Mellin étudie à l'Université d'Helsinki et plus tard à Berlin sous Karl Weierstrass. On se souvient principalement de lui comme du développeur de la transformation intégrale connue sous le nom de transformation de Mellin. Il étudie les fonctions gamma associées, les fonctions hypergéométriques, les séries de Dirichlet et la fonction de Riemann ζ. Il est nommé professeur à l'Institut polytechnique d'Helsinki, qui devient plus tard l'Université technologique d'Helsinki avec Mellin comme premier recteur.
Plus tard dans sa carrière, Mellin est également connu pour son opposition critique à la théorie de la relativité ; il publie plusieurs articles dans lesquels il argumente contre la théorie d'un point de vue principalement philosophique. Dans sa vie privée, il est connu comme un membre actif du mouvement politique fennomane : un partisan de l'adoption du finnois comme langue d'État et de culture au Grand-duché de Finlande, de préférence au suédois, qui est principalement utilisé à l'époque.

## Voir également
- Transformée de Mellin
- Intégrale de Barnes

## Sources
- (en) Cet article est partiellement ou en totalité issu de l’article de Wikipédia en anglais intitulé « Hjalmar Mellin » (voir la liste des auteurs).